# Juan Aguilera
Juan Aguilera (22. března 1962 Barcelona, Španělsko – 25. března 2025) byl profesionální španělský tenista. Během své kariéry vyhrál 5 turnajů ve dvouhře, včetně turnaje nejvyšší kategorie v Hamburku 1984. Všechna finále se hrála na antukovém povrchu, na který byl Aguilera specialista. Na žebříčku ATP ve dvouhře byl nejvýše na 7. místě v roce 1984.

## Finálové účasti na turnajích ATP Tour

### Dvouhra: 9 (5–4)
| Legenda                              |
| ------------------------------------ |
| Grand Prix Championship Series (1–1) |

| Stav      | Č. | Datum           | Turnaj                   | Povrch | Soupeř ve finále | Výsledek                |
| --------- | -- | --------------- | ------------------------ | ------ | ---------------- | ----------------------- |
| Finalista | 1. | 19. září 1983   | Bordeaux, Francie        | antuka | Pablo Arraya     | 5–7, 5–7                |
| Vítěz     | 1. | 23. duben 1984  | Aix en Provence, France  | antuka | Fernando Luna    | 6–4, 7–5                |
| Vítěz     | 2. | 7. květen 1984  | Hamburg, Západní Německo | antuka | Henrik Sundström | 6–4, 2–6, 2–6, 6–4, 6–4 |
| Vítěz     | 3. | 19. červen 1989 | Bari, Itálie             | antuka | Marián Vajda     | 4–6, 6–3, 6–4           |
| Finalista | 2. | 14. srpen 1989  | St. Vincent, Itálie      | antuka | Franco Davín     | 2–6, 2–6                |
| Vítěz     | 4. | 16. Aduben 1990 | Nice, France             | antuka | Guy Forget       | 2–6, 6–3, 6–4           |
| Vítěz     | 5. | 7. květen 1990  | Hamburg, Západní Německo | antuka | Boris Becker     | 6–1, 6–0, 7–6(9–7)      |
| Finalista | 3. | 30 July 1990    | San Remo, Itálie         | antuka | Jordi Arrese     | 2–6, 2–6                |
| Finalista | 4. | 24. září 1990   | Palermo, Itálie          | antuka | Franco Davín     | 1–6, 1–6                |